# Sir Sogn
Sir Sogn er et sogn i Holstebro Provsti (Viborg Stift).
I 1800-tallet var Sir Sogn anneks til Naur Sogn. Begge sogne hørte til Hjerm Herred i Ringkøbing Amt. Naur-Sir sognekommune blev ved kommunalreformen i 1970 indlemmet i Holstebro Kommune.
I Sir Sogn ligger Sir Kirke.
I sognet findes følgende autoriserede stednavne:
- Ballegårde (bebyggelse)
- Bjerre (bebyggelse)
- Sir Gårde (bebyggelse, ejerlav)
- Sir Lyngbjerg (bebyggelse, ejerlav)
- Sir Lyngbjerge (areal)
- Sir Mark (bebyggelse)
- Torager (bebyggelse)